# Fernando Rossi
Fernando Rossi (Portomaggiore, 3 settembre 1946) è un politico italiano, senatore dal 2006 al 2008 e attuale leader di Per il Bene Comune.

## Biografia politica
Per il Partito Comunista Italiano Fernando Rossi è stato sindaco di Portomaggiore, il suo paese natale, poi assessore provinciale all'agricoltura a Ferrara. Viene poi nominato assessore all'urbanistica del Comune di Ferrara dal Sindaco Roberto Soffritti nel 1998.
Passa poi nel partito dei Comunisti Italiani e si lega alla corrente di Rizzo. Diventa segretario regionale del PdCI e il 9 aprile 2006 è eletto senatore per la regione Marche nella lista Insieme con l'Unione (Verdi - Comunisti Italiani - Consumatori Uniti).
Nella XV Legislatura è segretario della Commissione Affari Costituzionali in Senato, e componente della Commissione parlamentare per le questioni regionali.
In occasione dell'approvazione della manovra finanziaria 2006 del Governo Prodi, in dissenso con la linea del partito, annuncia voto contrario e in seguito, denunciando la distanza tra le parole ed i fatti praticata dal gruppo dirigente nazionale e la mancanza di democrazia interna, restituisce la propria tessera nelle mani del Segretario del PdCI Oliviero Diliberto, in occasione del Comitato Centrale dell'ottobre 2006, durante il quale gli è stato negato il diritto di parola.
Nel mese successivo fonda l'associazione politico-culturale Officina Comunista - Per il Bene Comune e assume, sino al 1º settembre 2007, come indipendente, la funzione di rappresentante del Partito dei Consumatori Uniti.
Il 21 febbraio 2007, non avendo votato - insieme a Franco Turigliatto che allora militava per il Partito della Rifondazione Comunista - la mozione del Ministro degli Esteri D'Alema, che rinnovava, tra l'altro, l'impegno delle truppe italiane in Afghanistan, ha registrato la violenta reazione della capogruppo e quella di numerosi dirigenti nazionali del PDCI. Ciò ha reso impossibile la coabitazione nello stesso gruppo parlamentare e, dal 27 febbraio 2007, è entrato nel Gruppo misto. 
Dall'8 settembre 2007 al 7 febbraio 2008 è stato il portavoce del Movimento Politico dei Cittadini. 

### Per il Bene Comune
Con la caduta definitiva del governo Prodi II, avvenuta il 24 gennaio 2008, ed il seguente scioglimento anticipato delle camere, assieme a numerose associazioni, movimenti e liste civiche, partecipa come cofondatore alla formazione della Lista civica nazionale Per il Bene Comune, che propone Stefano Montanari come candidato Premier, di cui diventa portavoce.
A seguito del decreto varato dal Governo circa le modalità di presentazione delle liste, decreto che prevede l'esonero della raccolta firme, il 25 febbraio 2008 mette in atto una clamorosa forma di protesta, incatenandosi alla statua di Garibaldi nel Transatlantico di Palazzo Madama.
Non riesce tuttavia ad ottenere la visibilità sperata, a causa del cambio di regolamento da parte della Questura del Senato, che proibisce l'accesso dei mezzi d'informazione a tutto il primo piano del palazzo.
Nonostante il decreto però, Per il Bene Comune, grazie al sostegno delle varie associazioni, dei movimenti e comitati di cittadini, riesce a raccogliere le firme prescritte in cinque regioni italiane; tuttavia la formazione ottiene in seguito l'esenzione dalla raccolta firme grazie al sostegno tecnico della senatrice Franca Rame e dell'europarlamentare Giulietto Chiesa potendo così presentare la formazione in tutt'Italia.